# Charakteristická impedance

Schematické znázornění přenosového vedení.

Charakteristická nebo vlnová impedance patří spolu s konstantou šíření mezi provozní parametry charakterizující homogenní vedení a jsou označovány jako sekundární parametry vedení.

## Výpočet

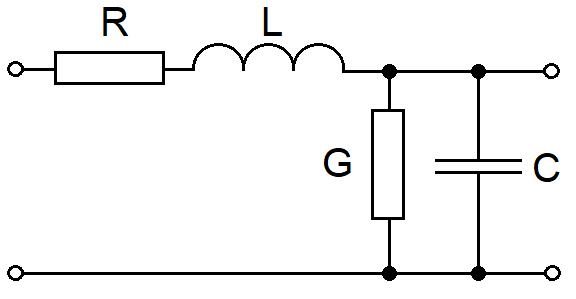
Schematická reprezentace elementární části přenosového vedení.

Charakteristická impedance vedení se označuje:{\displaystyle Z_{0}} nebo {\displaystyle Z_{v}} a vypočte se dle vztahu:
{\displaystyle Z_{0}={\sqrt {\frac {R+j\omega L}{G+j\omega C}}}}, kde:
{\displaystyle R} je rezistence na jednotku délky,
{\displaystyle L} je indukčnost na jednotku délky,
{\displaystyle G} je vodivost na jednotku délky,
{\displaystyle C} je kapacita vedení na jednotku délky,
{\displaystyle j} je imaginární jednotka, a
{\displaystyle \omega } je úhlová frekvence ({\displaystyle \omega =2\pi f}).
Pro bezeztrátové vedení platí, že R a G jsou rovny 0 a rovnice pro charakteristickou (vlnovou) impedanci se redukuje na tvar:
{\displaystyle Z_{0}={\sqrt {\frac {L}{C}}}}

## Vlastnosti
| Příklady                   | Příklady                                    |
| Typ vedení                 | {\displaystyle {Z_{0}}\left[\Omega \right]} |
| -------------------------- | ------------------------------------------- |
| Nadzemní elektrické vedení | 400                                         |
| CAN                        | 120                                         |
| Cat5                       | 100                                         |
| HDMI                       | 95                                          |
| USB                        | 90                                          |
| VGA                        | 75                                          |
| Koaxiální kabel            | 50 / 75                                     |
| Podzemní elektrické vedení | 40                                          |

Pokud je vedení zakončeno impedancí shodnou s impedancí {\displaystyle Z_{0}}, je veškerá energie přenášená vedením spotřebována v ukončovací impedanci a nedochází k odrazům. Pak hovoříme o impedančním přizpůsobení zátěže, kdy se přenáší ze zdroje do zátěže maximální výkon, označovaný jako přirozený výkon vedení, jehož velikost je dána:
{\displaystyle P_{P}={\frac {{U_{N}}^{2}}{Z_{0}}}}. 
Pokud je ukončovací impedance odlišná, část energie je v ní spotřebována a část se ve formě odražené vlny vrací zpět ke zdroji.